# Xinjiang
Lo Xinjiang (dal cinese: 新疆S, XīnjiāngP, lett. "Nuova Frontiera", talvolta romanizzato anche: Sinkiang, e abbreviato: 新, Xīn; in uiguro شىنجاڭ, Şinjang, "Шинжанг"), ufficialmente denominata Regione Autonoma Uigura dello Xinjiang (in cinese: 新疆维吾尔自治区S, Xīnjiāng Wéiwú'ěr ZìzhìqūP, in uiguro شىنجاڭ ئۇيغۇر ئاپتونوم رايونى, Şinjang Uyğur Aptonom Rayoni), è una regione autonoma della Repubblica Popolare Cinese dal 1955.
Confina con i territori cinesi della Regione Autonoma del Tibet a sud e con le province cinesi di Qinghai e di Gansu a sud-est. Confina inoltre con i seguenti stati stranieri: Mongolia a nord-est, Russia a nord; Kazakistan, Kirghizistan, Tagikistan (Gorno-Badachšan), Afghanistan (Corridoio del Wakhan), Pakistan (Trans-Karakorum) e la parte del Kashmir controllata dall'India a ovest. Comprende inoltre buona parte dell'Aksai Chin, una regione reclamata dall'India come parte del territorio di Ladakh.
Ospita numerosi gruppi etnici tra cui uiguri, han, kazaki, tibetani, hui, tagiki, kirghizi, mongoli, russi e xibe. La maggioranza della sua popolazione è uigura (45%). Più di una dozzina di prefetture e contee autonome per le minoranze si trovano nello Xinjiang. Le opere di riferimento più vecchie spesso si riferiscono all'area come Turkestan cinese. Lo Xinjiang è diviso tra bacino della Zungaria a nord e bacino del Tarim a sud, separati dalla catena montuosa del Tien Shan. Solo circa il 9,7% della superficie dello Xinjiang è adatto all'abitazione umana.
"Xinjiang" letteralmente significa "Nuova Frontiera", un nome dato durante la Dinastia Qing. Il nome è considerato offensivo dai molti sostenitori dell'indipendenza che preferiscono usare nomi storici o etnici come Uiguristan (in uiguro ئۇيغۇرىستان, Uyğuristan, "Уйғуристан") o Turkestan Orientale. A loro volta questi nomi, essendo associati al movimento di indipendenza, sono considerati offensivi dal governo della Repubblica Popolare Cinese e dai molti residenti cinesi locali di etnia han (41% della popolazione). La capitale e città più popolata dello Xinjiang è Ürümqi. La provincia occupa una superficie di 1.650.000 km² e la popolazione è di circa 22 milioni di abitanti.
Con una storia documentata di almeno 2.500 anni, un susseguirsi di imperi hanno gareggiato per il controllo su tutto o parte di questo territorio. Il territorio passò sotto il dominio della dinastia Qing nel XVIII secolo, che fu successivamente sostituito dal governo della Repubblica di Cina. Dal 1949, fa parte della Repubblica Popolare Cinese dopo la guerra civile cinese. Nel 1954, lo Xinjiang Bingtuan fu istituito per rafforzare la difesa delle frontiere contro l'Unione Sovietica e promuovere anche l'economia locale. Nel 1955, lo Xinjiang fu trasformato in una regione autonoma da una provincia. Negli ultimi decenni, il movimento indipendente del Turkestan orientale, il conflitto separatista, l'influenza dell'Islam radicale, le repressioni violente del governo cinese e l'introduzione di campi di "rieducazione" per gli uiguri ed altre minoranze, dove alcuni osservatori ONU e diverse relazioni mediatiche internazionali stimano sia plausibile la detenzione di 1-3 milioni di persone e la cui detenzione è condannata da 22 Stati membri dell'ONU, hanno provocato tensioni e disordini nella regione, con occasionali attentati terroristici, scontri tra forze separatiste e governative e accuse di genocidio culturale o etnocidio degli uiguri al governo cinese.

## Storia
Attraversato dalla Via della seta, lo Xinjiang è il nome cinese per le regioni del Tarim e dello Jungar dell'odierna Cina nord-occidentale. Nel corso degli ultimi due millenni, la regione dello Xinjiang è stata governata dal Tibet, dal Regno Uiguro di Idiqut, dal Khanato moghul dello Yarkland, dagli Zungari e per circa 125 anni dalla Dinastia Han e dalla Dinastia Tang. L'impero Qing controllò il territorio della regione fino alla conquista da parte dell'imperatore manciù Qianlong nel 1758. Il controllo Manciù era esercitato dal Generale di Ili, di stanza a Gulja. Yaqub Beg ottenne l'indipendenza dello Xinjiang a spese del governo manciù nel 1864. Nel 1877 i Manciù ripresero il controllo del territorio e nel 1884 stabilirono la provincia dello Xinjiang (nuova frontiera). Durante la tarda Dinastia Qing la maggior parte dello Xinjiang nord-occidentale fino al lago Balkhash fu governata dall'Impero russo. Questa area corrisponde oggi a parte del Kazakistan, del Kirghizistan e del Tagikistan.

### Repubblica del Turkestan Orientale

#### Prima Repubblica del Turkestan Orientale
Nei primi anni trenta del secolo scorso la Ribellione Kumul contro il governatore Yang Zengxin portò alla fondazione della Prima Repubblica del Turkestan orientale. Sheng Shicai, signore della guerra di etnia Han, controllò l'odierno Xinjiang per il decennio successivo con la Cricca dello Xinjiang.

#### Seconda Repubblica del Turkestan Orientale
Grazie all'aiuto sovietico alla Ribellione Ili venne fondata nel 1944 la Seconda Repubblica del Turkestan orientale (conosciuta anche come ribellione dei tre distretti) nel territorio dell'attuale prefettura autonoma di Ili Kazakh, nel nord dello Xinjiang. L'esperienza della Seconda Repubblica del Turkestan orientale si concluse nel 1949 quando l'Esercito Popolare di Liberazione prese il controllo dello Xinjiang.

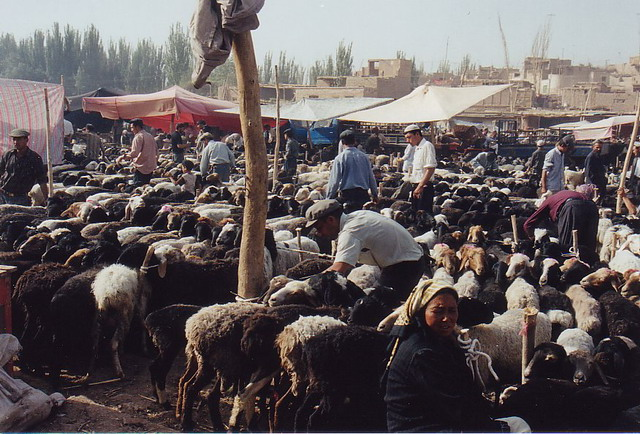
Il mercato domenicale degli animali (detto "dei cammelli") di Kashgar

Secondo la Repubblica Popolare Cinese l'esercito popolare venne accolto con ospitalità e ricevette la cooperazione della Seconda Repubblica del Turkestan orientale. Il processo è conosciuto come la pacifica liberazione dello Xinjiang. La Repubblica Popolare Cinese considera l'esperienza della Seconda Repubblica del Turkestan orientale positiva e parte integrante della Rivoluzione comunista cinese. Al contrario i sostenitori dell'indipendenza dello Xinjiang ritengono la Seconda Repubblica del Turkestan orientale un tentativo per ottenere la piena indipendenza e considerano l'entrata dell'Esercito Popolare di Liberazione un'invasione. Il 1º ottobre, 1955 la regione autonoma sostituì la provincia.
Continuano tuttora a esserci tensioni nella regione, dovute sia alle aspirazioni d'indipendenza e al risentimento degli uiguri nei confronti di quella che viene percepita come una repressione della cultura non han (Amnesty International, Human Rights Watch), sia al risentimento dei cinesi han nei confronti di tali aspirazioni e della politica di autonomia etnica da parte della Repubblica Popolare Cinese, percepita come discriminatoria verso i cinesi han. I sostenitori dell'indipendenza dello Xinjiang ritengono che il controllo cinese e politiche come il corpo di produzione e costruzione dello Xinjiang siano segni tangibili dell'imperialismo cinese.
Queste tensioni occasionalmente provocano incidenti e violenti scontri come l'esodo kazako del 1962, quando 60 000 rifugiati entrarono nel territorio dell'Unione Sovietica; la rivolta di Baren del 5 aprile 1990, durante la quale si registrarono 50 morti; la rivolta di Ghulja del 5 febbraio 1997, quando un migliaio di uiguri si scontrarono con la polizia militare; le bombe sui bus di Ürümqi del 25 febbraio 1997 che provocarono 9 morti e 68 feriti. Di recente l'opposizione uighura esule in America e nel mondo ha trovato la sua voce nella pasionaria e scrittrice Rebiya Kadeer,, già imprenditrice di successo in Cina e deputata all'Assemblea del Popolo, ove tenne nel 1997 un duro discorso a porte chiuse di fronte alla dirigenza cinese, a seguito del quale ebbe a conoscere il carcere e più tardi l'esilio negli Stati Uniti.

### Scontri di luglio 2009
A seguito della decisione, da parte della autorità cinese, di radere al suolo il centro storico della città di Kashgar, abitata quasi esclusivamente da uiguri, si sono riaccesi gli odi razziali..Da domenica 5 luglio del 2009, nello Xinjiang si sono verificati scontri violenti fra gli abitanti di etnia han e uigura; l'agenzia di informazioni cinese Xinhua, ripresa dalle fonti occidentali, ha riferito che negli scontri hanno perso la vita 156 persone, mentre Dolkun Isa, portavoce del World Uyghur Congress, ha contestato le cifre ufficiali, affermando che avevano partecipato alle proteste 10.000 persone e che le vittime erano state 600. Gli scontri sarebbero iniziati alla fine di una manifestazione nella quale si chiedeva giustizia per due membri della etnia uigura uccisi il 25 giugno 2009，accusati di aver violentato due donne cinesi di etnia han nella provincia di Guangdong.
La Cina ha disposto il coprifuoco dalle 21 alle 8 del mattino, e ha previsto la pena di morte per coloro che fomentano i disordini. L'agenzia Xinhua ha in seguito fornito un nuovo numero degli scontri, riportando che al 10 luglio il numero di vittime era di 184 morti, di cui 137 di etnia han, 46 di etnia uigura ed una vittima di etnia Hui.

### Campi di "rieducazione" e genocidio culturale uiguro
In un rapporto pubblicato il 10 giugno 2021, Amnesty International ha accusato le autorità cinesi di aver creato nello Xinjiang "un inferno distopico di dimensioni sbalorditive" ed ha invitato le Nazioni Unite a indagare sul regime di detenzione di massa, sorveglianza e tortura, cui il governo cinese avrebbe sottoposto uiguri, kazaki e gli altri musulmani della regione.

## Geografia fisica

### Territorio
Lo Xinjiang è la più estesa divisione amministrativa della Repubblica Popolare Cinese. È diviso in due bacini idrografici dal monte Tianshan. Il bacino Dzungarian è nel nord dello Xinjiang e quello del Tarim nel sud. Il deserto del Taklamakan occupa un'area di 270.000 km² del bacino del Tarim. Il punto più basso della regione è a 155 metri sotto il livello del mare (corrisponde al punto più basso della Repubblica Popolare Cinese). La vetta più alta della regione raggiunge gli 8611 metri sopra il livello del mare lungo il confine con il Kashmir.

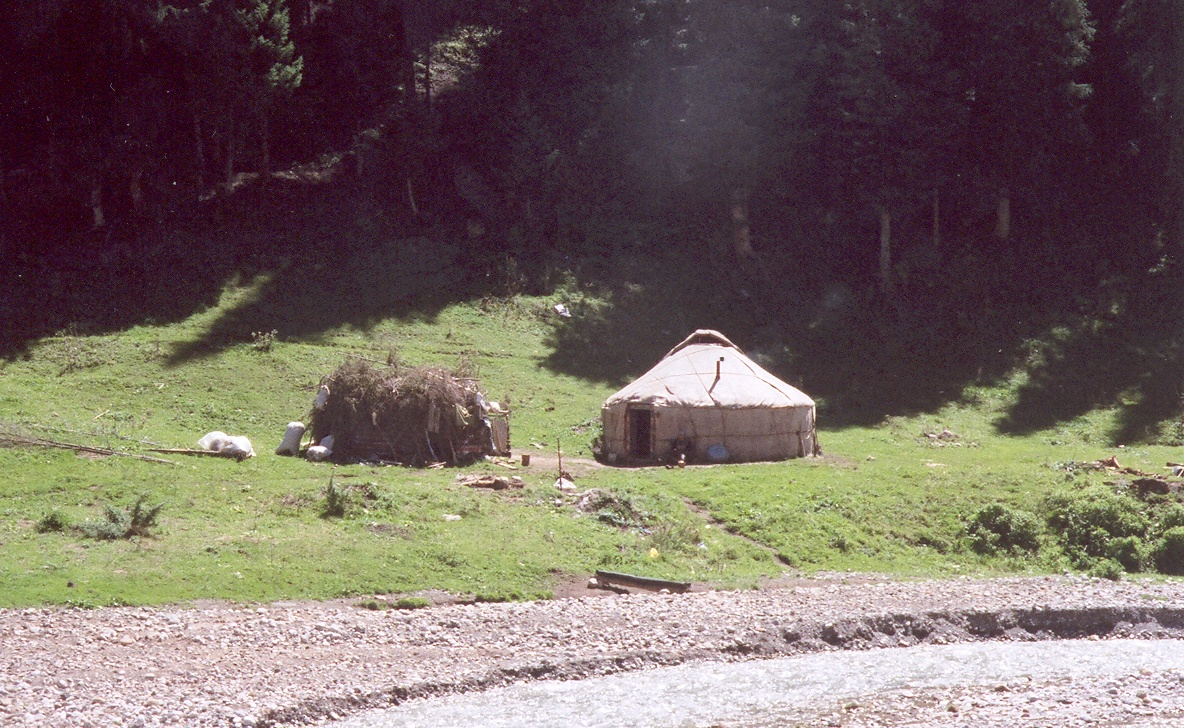
Un insediamento presso il fiume Ili nella prefettura autonoma di Ili Kazakh

Il punto della terra più distante dal mare (46°16.8′N 86°40.2′E) si trova nello Xinjiang, nel deserto Dzoosotoyn Elisen a 2648 km in linea d'aria dalla più vicina costa. Il confine tra Xinjiang e Kirghizistan è segnato dalla catena dei monti Tian Shan. Lungo la catena e sul confine è posto il passo Torugart a 3752 metri di altezza. Scorre nella regione il fiume Tarim; nella parte settentrionale (Zungaria), il fiume Ulungur, che sfocia nel lago omonimo.
Il lago Tianchi, a quota 2000 m sui monti del Tian Shan, è considerato tra i più belli della Cina. Le principali città sono Ürümqi, Turfan, Kashgar, Karamay, Yining, Shihezi.

### Clima, flora e fauna
lo Xinjiang è la regione più arida della Cina. Nessun'altra nel paese è così riparata dall'apporto di umidità degli oceani. La maggior parte della regione, principalmente nel bacino del Tarim, riceve meno di 50 mm annui di pioggia, con un minimo assoluto attorno a Ruoqiang di meno di 5 mm all'anno. Sulle montagne che circondano il fiume Tarim si arriva a 100 mm e solo nella Zungaria settentrionale ai 200 mm. La scarsa umidità che la regione riceve proviene non solo dal golfo del Bengala e dal mare di Oman, ma anche dall'Atlantico, e lo Xinjiang è l'unica regione della Cina in cui l'andamento mensile delle precipitazioni non ha i caratteristici massimi estivi. Dalle rilevazioni dei due osservatori meteorologici di Ürümqi e Kashgar si osserva invece un andamento ondulatorio delle precipitazioni piovose con massimi in primavera ed in autunno.
La temperatura media annua prevalente è sui 10 °C, ma esistono notevoli differenze stagionali e locali. Nel bacino del Tarim si arriva a -8 °C in gennaio e 24 °C in luglio, nella depressione del Turfan rispettivamente -10 °C e 32 °C (il massimo assoluto di tutta la Cina), nella valle dell'alto Irtysh rispettivamente -12 °C e 22 °C. Sulle montagne la temperatura è più fresca in relazione all'altitudine. Date queste temperature si hanno nel Tarim circa 200 giornate libere dal gelo e nella Zungaria meno di 150. Ai forti sbalzi stagionali si accompagnano anche le maggiori escursioni termiche tra i massimi delle ore meridiane e i minimi delle ore notturne. Ciò è in relazione con la straordinaria limpidezza dell'aria e con la forte irradiazione, per le quali si hanno in media 2750 ore di insolazione nella maggior parte del territorio, con massimi di oltre 3000 ai confini con la Mongolia e minimi di 2500 sull'orlo montano meridionale.
Benché le condizioni climatiche facciano dello Xinjiang la regione della Cina in cui la porzione occupata dal deserto - oltre metà della superficie totale - sia la maggiore del paese, sono presenti manifestazione di vita vegetale talora anche lussureggiante. Ampie praterie, simili a quelle della Mongolia orientale, si trovano sugli Altaj a nord della valle dell'Irtyš e nella magnifica vallata dell'Ili. Foreste di conifere, miste a latifoglie nelle pendici più basse, coprono le vallate del Tien Shan e delle maggiori catene periferiche, miste a pascoli e a distese di arbusti montani.
Il resto della superficie è coperto di steppa arida, che grazie alla presenza di acqua corrente in superficie o emergente da falde sotterranee, dà luogo talora ad estesi acquitrini salmastri bordati di tamarischi e tacamahac. Frequenti sono le oasi e gruppi o catene di oasi, che punteggiano tutta la fascia pedemontana, sia attorno al Taklamakan che a nord del Tien Shan. Altre zone ricche di oasi sono quelle lungo il Tarim, il Manas e gli altri più importanti fiumi. Da oltre 2000 anni gli abitanti di queste zone coltivano le terre delle oasi impiegando il sistema di irrigazione detto qanat, diffuso in tutta l'Asia centrale e anteriore, ottenendo meravigliosi raccolti di cereali e frutta. Tale sistema consiste nello sfruttamento delle falde acquifere e nell'adduzione delle acque per via di canali sotterranei in modo da evitare le dispersioni per evaporazione.
I principali sforzi per migliorare la produttività del suolo consistono nell'utilizzare al massimo tutte le risorse idriche esistenti, nell'allargare le superfici messe a coltura, nel liberare ampie distese irrigue dalla salinità, nel difendere le zone coltivate dall'invasione delle sabbie e nell'aumentare al massimo le superfici boschive ed erbose.
Data la generale povertà di vegetazione, lo Xinjiang non è molto ricco di animali selvatici. Si trovano tuttavia alcuni grossi ungulati come buoi, cavalli e cammelli selvatici, daini, gazzelle, antilopi, capre siberiane, cinghiali e, tra i carnivori, linci, gatti selvatici e lontre.

## Geografia antropica

### Suddivisioni amministrative
Il primo livello di suddivisione amministrativa dello Xinjiang è composto da due città-prefettura, 7 prefetture e 5 prefetture autonome (2 delle 7 prefetture sono subordinate alla prefettura autonoma di Ili). Il livello successivo comprende 11 distretti, 20 città con status di contea, 62 contee e 6 contee autonome; 4 città con status di contea non appartengono a nessuna prefettura e sono de facto amministrate dal Corpo di produzione e costruzione dello Xinjiang.
- Città-prefettura:
  - Ürümqi
  - Karamay

- Prefetture:
  - Turfan
  - Kumul
  - Khotan
  - Aksu
  - Kashgar

Ürümqi

  - Qoqek (amministrata dalla prefettura autonoma di Ili)
  - Altay (amministrata dalla prefettura autonoma di Ili)
- Prefetture autonome:
  - Kizilsu Kirgiz
  - Bayin'gholin Mongol
  - Changji Hui
  - Bortala Mongol
  - Ili Kazakhs
- Città con Status di contea amministrate dalla Corpo di produzione e costruzione dello Xinjiang:
  - Shihanza
  - Tumshuke
  - Alar
  - Wujiaqu

## Economia
Una buona parte dell'economia dello Xinjiang è legata all'agricoltura e le principali colture sono uva, meloni, noci, frumento, cotone e seta.
Esistono anche allevamenti di pecore.
Il PIL nominale dello Xinjiang ammontava a circa 187 miliardi di renminbi nel 2003. La crescita del PIL nel 2004, pari a 220 miliardi di renminbi, è stata incentivata dalla politica di sviluppo delle regioni occidentali della repubblica messa in atto dalle autorità centrali.
Il PIL pro capite ammontava nel 2003 a circa 9710 renminbi.
La regione dello Xinjiang dispone di vasti giacimenti di minerali, gas e petrolio e l'industria petrolifera nelle prefetture di Aksu e Karamay è in piena espansione. Un progetto prevede la costruzione di un oleodotto tra il Kazakistan, lo Xinjiang e la città di Shanghai. Il bacino del Tarim è anche un'importante riserva di gas naturale. Il governo cinese ha avviato la costruzione di un gasdotto con l'aiuto di diverse imprese straniere.
L'attenzione delle autorità governative nei confronti delle riserve energetiche dello Xinjiang è dettata dalle crescenti esigenze energetiche delle dinamiche regioni orientali. Le frequenti sospensioni nell'erogazione di elettricità, dovute al progressivo esaurimento dei giacimenti orientali, hanno spinto il governo ad investire nelle regioni occidentali. La distanza dello Xinjiang dalla province orientali della repubblica, la profondità dei giacimenti e le difficili condizioni climatiche creano difficoltà all'attività di sfruttamento dei giacimenti di petrolio e gas.
Le esportazioni dello Xinjiang ammontavano a 3 miliardi circa di dollari nel 2004; le importazioni a circa 2,5 miliardi di dollari. La maggior parte degli scambi commerciali della regione passano attraverso il passo di Ala, sito al confine con il Kazakistan.

## Società
Anche se ufficialmente tutta la Cina adotta il "Tempo di Pechino" (UTC+8), nello Xinjiang, sia per la sua posizione all'estremo ovest del Paese, sia per ragioni etniche, è assai diffuso, parallelamente, il "Tempo dello Xinjiang", spostato due ore più indietro (UTC+6).

### Evoluzione demografica
Nello Xinjiang vivono diversi gruppi di musulmani di origine turca, tra i quali gli uiguri e i kazachi. Sono presenti anche diverse minoranze etniche della Repubblica Popolare Cinese: cinesi hui, kirghizi, mongoli, russi, xibe, tagichi, uzbechi, tatari e mancesi.
In virtù del processo di sinizzazione portato avanti dal governo di Pechino, la percentuale di cinesi di etnia han sul totale della popolazione dello Xinjiang è cresciuta dal 6% del 1949 al 33% del 1964 fino al 40,6% del 2000.
Questo dato non tiene conto del personale militare, dei loro familiari e dei molti lavoratori immigrati non registrati. Buona parte di questa crescita della percentuale dei cinesi han può essere attribuita al Corpo di produzione e costruzione dello Xinjiang, un'organizzazione para-militare di coloni che ha costruito fattorie, villaggi e città sparse per il territorio dello Xinjiang.
La trasformazione demografica viene comunemente considerata una minaccia alla conservazione della cultura dell'etnia uigura e di altri gruppi non han.
Gli uiguri sono il gruppo etnico maggioritario dello Xinjiang occidentale, che comprende le prefetture di Kashgar, Khotan e Aqsu e della prefettura di Turpan nello Xinjiang orientale. Gli uiguri sono passati dal costituire il 75% della popolazione secondo il censimento del 1953 al 54% del 1964, per poi scender ulteriormente al 45% del 2000.
I cinesi han sono la maggioranza nello Xinjiang orientale e settentrionale, incluse le città di Ürümqi, Karamay, Shihezi e le prefetture di Changji, Bayin'gholin, Ili (specialmente la città di Kuitun) e Kumul. I Kazaki sono concentrati nella prefettura di Ili nel nord dello Xinjiang.
Qualche studioso uiguro sostiene che il suo popolo discenda sia dagli uiguri turcomanni sia dai pre-turcomanni tocari (popolo indoeuropeo). Alcuni tipici tratti fisici "caucasoidi" come il colore relativamente chiaro della pelle, degli occhi e dei capelli (depigmentazione) sono abbastanza comuni tra gli uiguri. Generalmente assomigliano alle popolazioni che vivono in Afghanistan, Pakistan e India settentrionale.
| Etnia     | Popolazione | Percentuale |
| --------- | ----------- | ----------- |
| Uiguri    | 8.345.622   | 45,21       |
| Han       | 7.489.919   | 40,58       |
| Cazachi   | 1.245.023   | 6,74        |
| Hui       | 839.837     | 4,55        |
| Kirghisi  | 158.775     | 0,86        |
| Mongoli   | 149.857     | 0,81        |
| Dongxiang | 55.841      | 0,30        |
| Tagiki    | 39.493      | 0,21        |
| Xibe      | 34.566      | 0,19        |
| Manciù    | 19.493      | 0,11        |
| Tujia     | 15.787      | 0,086       |
| Uzbeki    | 12.096      | 0,066       |
| Russi     | 8.935       | 0,048       |
| Hmong     | 7.006       | 0,038       |
| Tibetani  | 6.153       | 0,033       |
| Zhuang    | 5.642       | 0,031       |
| Daur      | 5.541       | 0,030       |
| Tatari    | 4.501       | 0,024       |
| Salar     | 3.762       | 0,020       |

Nel 2002 risiedevano nello Xinjiang 9.632.600 abitanti di sesso maschile (tasso di crescita 1,0%) e 9.419.300 abitanti di sesso femminile (tasso di crescita 2,2%).

## Cultura

### Musica
La regione autonoma dello Xinjiang è caratterizzata da una tradizione musicale variegata per via dei numerosi gruppi etnici presenti, tra i quali il maggiore è quello degli uiguri di origine turcomanna. Esistono differenze nei vari stili musicali tra le varie regioni dello Xinjiang. Nell'area meridionale sono diffusi il genere musicale Hotan, la danza Kuga e il complesso ritmo delle canzoni Kashgar.
La regione di Ili molto probabilmente offre la tradizione musicale meglio conosciuta dello Xinjiang. Maida, Eytixish e Kuxak sono generi musicali popolari di canzoni solitamente d'amore. La Sanam è una tradizionale danza altrettanto popolare tra gli uiguri.
Uno dei simboli più lampanti della cultura uigura è l'arte del meshrep, inclusa nella lista del patrimonio culturale immateriale che necessita di urgente tutela nel 2010.
La composizione più famosa della musica uigura è la On Ikki Muqam, una complessa suite di dodici sezioni con riferimenti a forme musicali uzbeche e tagiche. I tipici strumenti della composizione Muqam sono percussioni, violini, liuti e salteri. Pipa, konghou, rawap, tanbur e dutar completano il quadro degli strumenti della tradizione musicale uigura.
Oggi, grazie alle minori restrizioni culturali, la scena musicale dello Xinjiang include produzioni di nuovi generi musicali che sono il risultato di commistioni tra le tradizioni uigure e i generi pop e rap occidentali. Alim Jan è un famoso musicista dello Xinjiang, conosciuto per il contributo dato alla colonna sonora del film La tigre e il dragone.

### Cucina musulmana uigura
I piatti tradizionali della cucina uigura sono:
- la mian (zuppa di tagliolini speziata)
- nang (pane non lievitato con sesamo)
- yang rou chuan (montone grigliato allo spiedo)

I ristoranti gestiti da cinesi musulmani dello Xinjiang sono molto diffusi nelle principali città della Repubblica Popolare Cinese: non servono carne di maiale e offrono una maggiore varietà di carne di agnello e montone rispetto ai tipici ristoranti mandarini.
I locali sono generalmente addobbati con rappresentazioni e scritte tradizionali musulmane. Gli yang rou chuan sono diffusi ovunque in Cina, dove vengono venduti anche nei banchetti in strada.